# Portugisiskbaserade kreolspråk

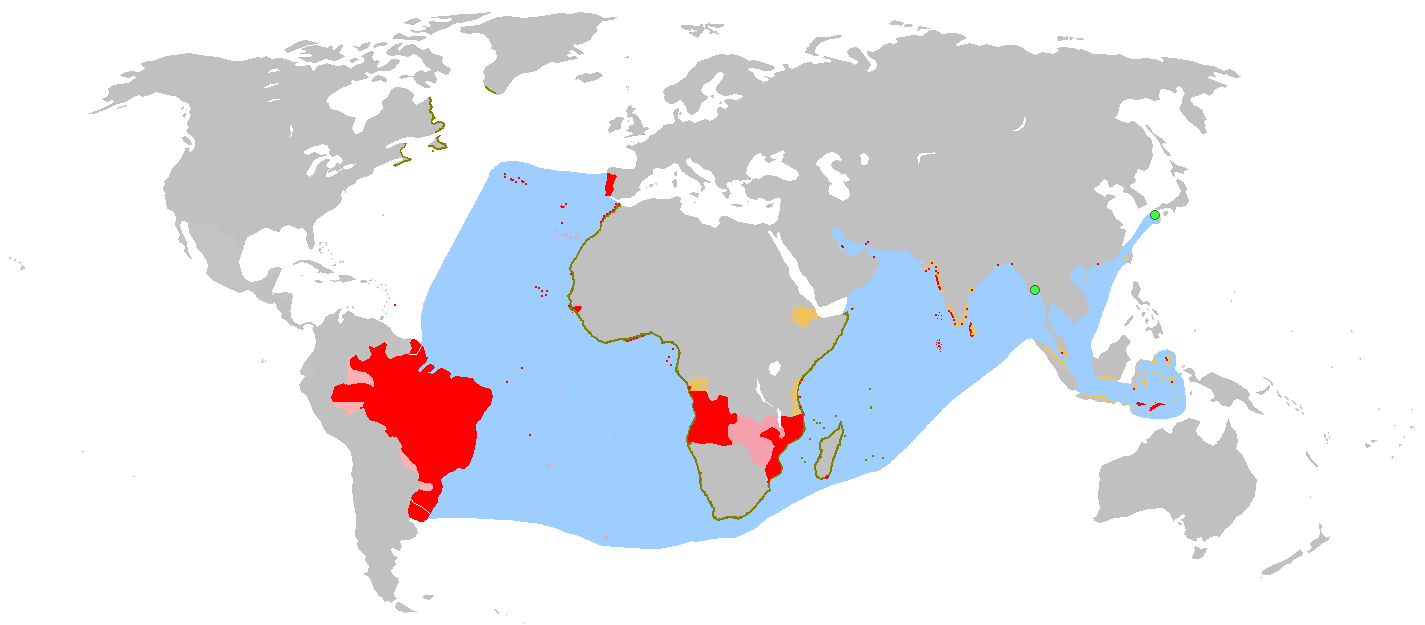
Portugals kolonier

Portugisiskbaserade kreolspråk hämtar sitt ordförråd huvudsakligen från portugisiska. Kreolspråk började bildas på 1500-talet i de portugisiska kolonierna i Afrika och Sydasien. När den transatlantiska slavhandeln började, fördes språket över till Brasilien och Västindien.

## Ursprung
Portugal började exploatera Afrika på 1500- och 1600-talet och efter 100 år etablerades det Portugisiska imperiet med fort och handelsstationer i Afrika, Asien och Västindien. Kontakter mellan portugisiskan och inhemska språk gav upphov till pidginspråk, som blev ett lingua franca i de portugisiska besittningarna. Med tiden utvecklades dessa pidginspråk till kompletta kreolspråk.

## Klassindelning

### Afrika

#### Guinea (region)
- Kap Verde-kreol
- Guinea kreol

#### Guineabukten
- Angolar: Stark inblandning av Kimbundu, talas i São Tomé och Príncipe.

- Annobonese: Stark ställning, talas på Annobónön, Ekvatorialguinea

- Forro: talas i São Tomé och Príncipe.

- Principense: Nära utplåning, talas på Príncipeön, São Tomé och Príncipe.

### Asien

#### Indien
- Indo-portugisisk kreol
- Sri Lanka-portugisisk kreol talas i kuststäderna i Sri Lanka och Malabar.
- Daman och Diu-portugisisk kreol: talas i Daman och Diu.
- Korlai Indo-portugisisk kreol: talas i Korlai.

#### Sydostasien
- Macanese:  talas i Macau och Hongkong, Kina.
- Kristang: talas i Malaysia och bland emigranter i Singapore och Perth, Western Australia.